# أنطونيوس مونتفورت
أنطونيوس مونتفورت (26 سبتمبر 1902 – 29 أبريل 1974) هو مبارز بالسيف هولندي راحل، مثّل بلاده في الألعاب الأولمبية الصيفية 1936.

## روابط خارجية
أنطونيوس مونتفورت على موقع أوليمبيديا (الإنجليزية)